# Ковальченко, Иван Дмитриевич
Ива́н Дми́триевич Кова́льченко (26 ноября 1923, хутор Новенький, Стародубский район, Западная (ныне Брянская) область — 13 декабря 1995, Москва) — советский и российский историк, специалист в области экономической истории России XIX — начала XX веков, методологии истории, источниковедения и историографии; один из основоположников советской клиометрической школы. Доктор исторических наук, профессор МГУ, академик АН СССР (1987). Лауреат Государственной премии СССР (1989).

## Биография
Родился в семье рабочего Дмитрия Минича и крестьянки Евфросиньи Михайловны (1901—1984) Ковальченко. Кроме Ивана, в семье были сыновья Леонид (род. 1926) и Павел (1930—1934), дочери Наталья (род. 1928) и Антонина (1936—1993). К лету 1941 года окончил 8 классов: семилетнюю школу и восьмой класс в военной спецшколе.
Участник Великой Отечественной войны с 1941 года. После кратковременной подготовки в Рязанском военном училище служил в артиллерии, гвардии старший сержант. Командир орудия батареи 76 мм пушек 351 гвардейского стрелкового полка 106 гвардейской стрелковой дивизии. С июня 1943 года — кандидат в члены ВКП(б), принят в партию в июле 1944 года. За форсирование в конце марта 1945 года реки Раба в Венгрии и бой на плацдарме И. Д. Ковальченко был представлен к званию Героя Советского Союза, это представление утверждено не было, он был награждён орденом Красного Знамени. Удостоен боевых наград.
Демобилизовался из армии осенью 1945 года по состоянию здоровья, был признан инвалидом II группы. С начала 1946 до июня 1947 года с перерывами по болезни (II группа инвалидности) работал в Московском Доме учёных АН СССР в качестве киномеханика и дежурного электромонтёра. В эти же годы завершил среднее образование в школе рабочей молодёжи и экстерном сдал экзамены за 9 и 10 класс.
Окончил исторический факультет МГУ им. М. В. Ломоносова (1952) и аспирантуру там же. Ученик С. С. Дмитриева и Н. Л. Рубинштейна; однокурсник Л. М. Брагиной, А. Д. Горского, И. В. Григорьевой, Г. Г. Дилигенского, В. И. Корецкого, Ю. С. Кукушкина, Н. Н. Покровского, А. А. Сванидзе, К. Г. Холодковского, Я. Н. Щапова, Н. Я. Эйдельмана и других известных историков. В 1955 году защитил кандидатскую диссертацию «Крестьяне и крепостное хозяйство Рязанской и Тамбовской губерний в первой половине XIX в. (к истории кризиса феодально-крепостнической системы хозяйства)». Работал ассистентом, с 1958 года — доцентом кафедры истории СССР периода капитализма, в 1960—1962 годах — заместитель декана исторического факультета. По совместительству заведовал отделом в журнале «История СССР».
В 1966 году защитил диссертацию «Русское крепостное крестьянство в первой половине XIX в.» на соискание учёной степени доктора исторических наук, тогда же стал заведующим кафедрой источниковедения истории СССР исторического факультета МГУ. На рубеже 1960—1970-х годов образовал при кафедре группу по применению количественных методов и ЭВМ в исторических исследованиях (позднее — лаборатория, с 2004 года — кафедра исторической информатики МГУ). Разработал новые учебные курсы «Количественные методы в исторических исследованиях», «Методологические проблемы исторических исследований» (1975), «Историческая география» (совместно с А. В. Муравьёвым и В. З. Дробижевым); с 1979 года руководил Всесоюзным семинаром «Количественные методы в исторических исследованиях». Заслуженный профессор Московского университета (1994).

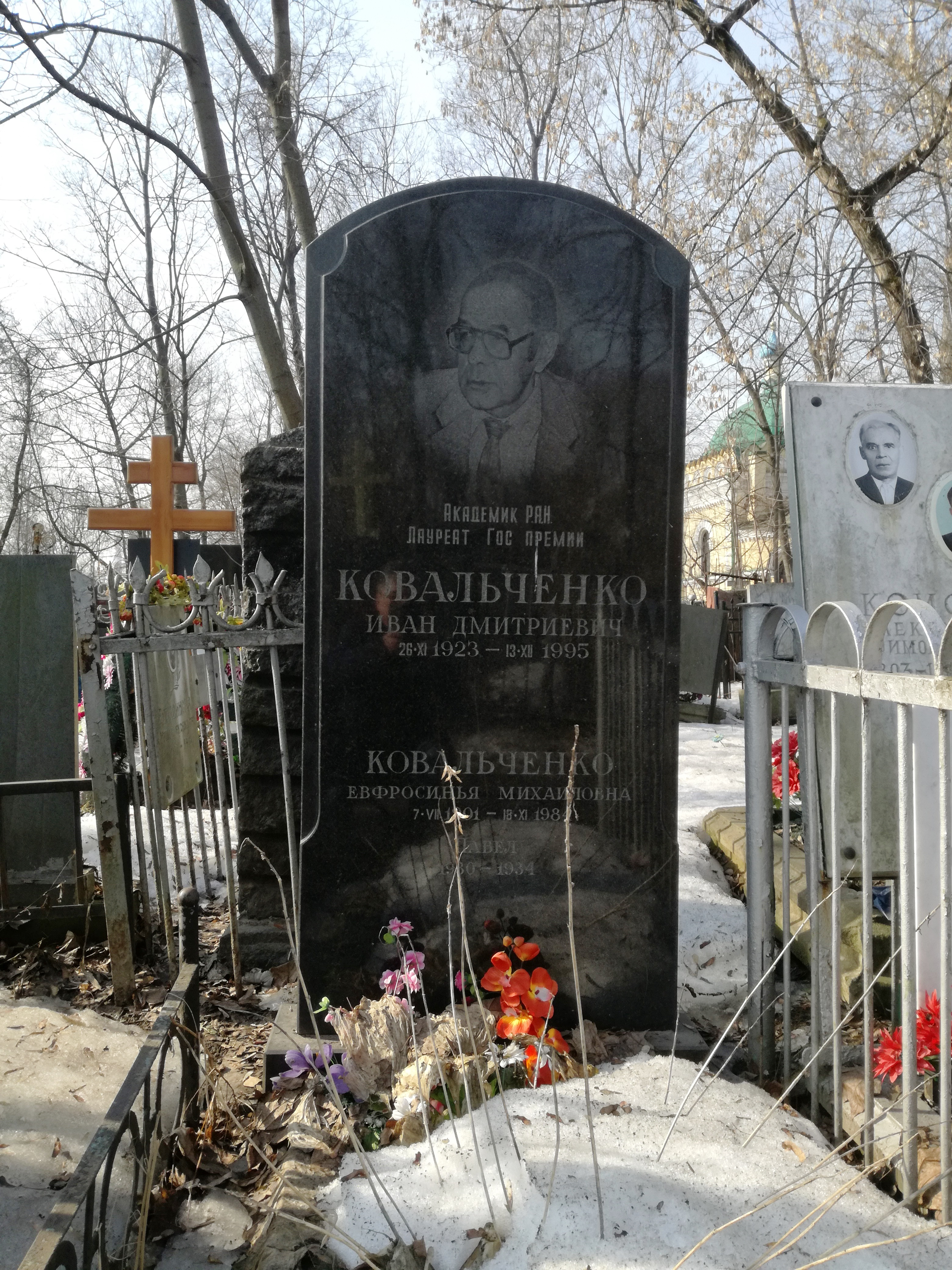
Могила И. Д. Ковальченко на Даниловском кладбище

С 1969 по 1988 год был главным редактором журнала «История СССР»; в 1972—1988 годах — старший, с 1988 года — главный научный сотрудник Института истории СССР. Член-корреспондент АН СССР с 28 ноября 1972 года по Отделению истории (история СССР), академик с 23 декабря 1987 года. Заместитель академика-секретаря Отделения истории АН СССР (1975—1988), академик-секретарь Отделения истории (1990—1995), член Президиума РАН (1991—1995).
Входил в состав редколлегии журнала «Вопросы истории» (1968—1971, 1988—1995), редакционного совета журнала «Общественные науки и современность», (1973—1987); главный редактор серии «Полярная звезда: документы и материалы» (1986—1995), сопредседатель международного редакционного совета альманаха «Исторические записки» (1993—1995). Под руководством И. Д. Ковальченко подготовлена и издана серия сборников «Математические методы в исторических исследованиях» (1972—1991).
В 1968 году И. Д. Ковальченко основал и возглавил Комиссию по применению математических методов и ЭВМ в исторических исследованиях при Отделении истории АН СССР; в 1977—1985 годах — заместитель председателя научного совета «История исторической науки», с 1985 года — председатель научного совета АН СССР (РАН) по историографии, источниковедению и методам исторического исследования. Член Бюро, председатель секции экономической истории Национального комитета историков СССР (с 1981). Неоднократно был участником сессий Межреспубликанского (Всесоюзного) симпозиума по аграрной истории Восточной Европы, председатель оргкомитета Всесоюзного симпозиума по изучению проблем аграрной истории (1982—1989).
Участвовал в Международных конгрессах исторических наук, а также в совместных заседаниях историков СССР с коллегами из США, Италии, Великобритании, Франции. С 1966 года принимал участие в работе Международной ассоциации экономической истории, с 1968 года регулярно выезжал за границу, член Исполнительного комитета МАЭИ (1978—1990); с 1982 года — сопредседатель Международной комиссии по квантитативной истории (INTERQUANT). Член президиума Комитета по Государственным премиям РФ в области науки и техники при Правительстве РФ (1992—1995).
Был женат на Тамаре Васильевне (урожд. Беккер, род. 1926), сотруднике Государственной публичной исторической библиотеки; дочь Марина (род. 1950).
Похоронен на Даниловском кладбище в Москве.

## Память
2-3 декабря 1996 года Институт российской истории РАН и исторический факультет МГУ провели международную конференцию «Научные чтения памяти академика И. Д. Ковальченко», посвящённую различным аспектам научной деятельности академика И. Д. Ковальченко. По материалам конференции был выпущен сборник статей.

## Научная деятельность
Автор свыше 200 научных публикаций. В теории источниковедения И. Д. Ковальченко впервые сформулировал проблему повышения информативной отдачи источников в свете учения об информации. Предложил рассматривать исторические источники всех видов и типов как практически неисчерпаемые «носители реальной и потенциальной, субъективной и объективной, выраженной и скрытой информации». В то же время учёный считал, что эффективность применения любых конкретных методов, в том числе и количественных, зависит прежде всего от характера общей теории и методологии, на которых основывается исследование. Развивая методологию истории как науки, он разработал теоретические основы моделирования исторических процессов и явлений.
Концепция аграрной эволюции XIX — начала XX веков, предложенная И. Д. Ковальченко, оказала влияние на дальнейшее изучение дореволюционной истории России. На основе системного подхода и структурно-количественных методов анализа массовых статистических данных историк показал капиталистический характер аграрного развития России на рубеже XIX—XX веков, ведущую роль рынка в процессе буржуазной аграрной эволюции, особенности типов и стадий этой эволюции в условиях сохранения монополии дворянства на землю и особой роли аренды в системе землепользования, общие тенденции и региональную специфику внутреннего строя крестьянского и помещичьего хозяйства.

## Основные работы
Книги
- Крестьяне и крепостное хозяйство Рязанской и Тамбовской губерний в первой половине XIX в. (К истории кризиса феодально-крепостнической системы хозяйства). — М., 1959;
- Русское крепостное крестьянство в первой половине XIX в. — М., 1967;
- Источниковедение истории СССР. М., 1973 (2-е изд. 1981; редактор);
- Ковальченко И. Д., Милов Л. В. Всероссийский аграрный рынок XVIII — начала XX вв.: опыт количественного анализа. — М., 1974;
- Ковальченко И. Д., Литваков Б. М., Селунская Н. Б. Социально-экономический строй помещичьего хозяйства Европейской России в эпоху капитализма: источники и методы изучения. — М., 1982;
- Методы исторического исследования. — М.: Наука, 1987 (2-е изд. 2003);
- Ковальченко И. Д., Моисеенко Т. Л., Селунская Н. Б. Социально-экономический строй крестьянского хозяйства Европейской России в эпоху капитализма: источники и методы исследования. — М., 1988;
- Аграрный строй России второй половины XIX — начала XX вв. — М., 2004;
- Научные труды, письма, воспоминания. Из личного архива академика. — М., 2004.

Статьи
- Динамика уровня земледельческого производства России в первой половине XIX в. // История СССР. — 1959. — № 1;
- Ковальченко И. Д., Милов Л. В. О принципах исследования процесса формирования всероссийского аграрного рынка XVIII—XX вв. // История СССР. — 1969. — № 1;
- В. И. Ленин о характере аграрного строя капиталистической России // Вопросы истории. — 1970. — № 3;
- Ковальченко И. Д., Сивачёв Н. В. Структурализм и структурно-количественные методы в современной исторической науке // История СССР. — 1976. — № 5;
- Ковальченко И. Д., Селунская Н. Б. Методы изучения социально-экономического строя помещичьего хозяйства Европейской России начала XX в. (по данным сельскохозяйственной переписи 1917 г.) // Советская историография аграрной истории СССР до 1917 г. — Кишинёв, 1978;
- О моделировании исторических процессов и явлений // Вопросы истории. — 1978. — № 8;
- Ковальченко И. Д., Бородкин Л. И. Аграрная типология губерний Европейской России на рубеже XIX—XX вв. // История СССР. — 1979. — № 1;
- Ковальченко И. Д., Бородкин Л. И. Структура и уровень аграрного развития районов Европейской России на рубеже XIX—XX вв. // История СССР. — 1981. — № 1;
- Ковальченко И. Д., Шикло А. Е. Кризис русской буржуазной исторической науки в конце XIX — начале XX вв. // Вопросы истории. — 1982. — № 1;
- Исторический источник в свете учения об информации (к постановке проблемы) // История СССР. — 1982. — № 3;
- Место истории в системе общественных наук // Вопросы истории. — 1987. — № 7;
- Столыпинская аграрная реформа (мифы и реальность) Архивная копия от 22 октября 2008 на Wayback Machine // История СССР. — 1991. — № 2. — С. 52—72;
- Некоторые вопросы методологии истории // Новая и новейшая история. — 1991. — № 5;
- Исторические исследования: индивидуальное, социальное и общечеловеческое // Свободная мысль. — 1994. — № 2;
- Консерватизм, либерализм и радикализм в России в период подготовки крестьянской реформы 1861 года // Отечественная история. — 1994. — № 2.

## Награды
- Медаль «За боевые заслуги» (17.2.1945)[12]
- Медаль «За отвагу» (15.5.1945)[13]
- Медаль «За победу над Германией в Великой Отечественной войне 1941—1945 гг.»
- Медаль «За взятие Вены»
- Орден Красного Знамени (22.8.1945)[7]
- орден «Знак Почёта» (1971)
- два ордена Трудового Красного Знамени (1975, 1980)
- Орден Отечественной войны II степени (6.4.1985)[3]
- Премия имени Б. Д. Грекова АН СССР (1986) — за монографию «Русское крепостное крестьянство в первой половине XIX в.»
- Государственная премия СССР в области науки и техники (1989) — за монографию «Методы исторического исследования».